# VK Lvi Praha
VK Lvi Praha – czeski klub siatkarski z Pragi działający przy Czeskim Uniwersytecie Rolniczym. Obecnie występuje w najwyższej klasie rozgrywek klubowych w Czechach.
Oprócz prowadzenia drużyny seniorskiej klub zajmuje się również szkoleniem młodzieży szkolnej.

## Nazwy klubu
- 2005-2012 volleyball.cz ČZU Praha
- 2012-2018 ČZU Praha
- 2018- VK Lvi Praha[1]

## Bilans sezon po sezonie
| Sezon     | Rozgrywki ligowe | Rozgrywki ligowe | Puchar Czech | Europejskie puchary | Europejskie puchary  |
| Sezon     | Poziom           | Miejsce          | Puchar Czech | Rozgrywki klubowe   | Osiągnięcie          |
| --------- | ---------------- | ---------------- | ------------ | ------------------- | -------------------- |
| 2005/2006 | –                | –                |              |                     |                      |
| 2006/2007 | –                | –                |              |                     |                      |
| 2007/2008 | Extraliga        | 8. miejsce       | półfinał     |                     |                      |
| 2008/2009 | Extraliga        | 11. miejsce      | półfinał     |                     |                      |
| 2009/2010 | Extraliga        | 11. miejsce      | 2. runda     |                     |                      |
| 2010/2011 | Extraliga        | 8. miejsce       | 3. runda     |                     |                      |
| 2011/2012 | Extraliga        | 5. miejsce       | 2. runda     |                     |                      |
| 2012/2013 | Extraliga        | 6. miejsce       | ćwierćfinał  |                     |                      |
| 2013/2014 | Extraliga        | 6. miejsce       | półfinał     |                     |                      |
| 2014/2015 | Extraliga        | 6. miejsce       | ćwierćfinał  |                     |                      |
| 2015/2016 | Extraliga        | 11. miejsce      | 1/8 finału   |                     |                      |
| 2016/2017 | Extraliga        | 11. miejsce      | 1/16 finału  |                     |                      |
| 2017/2018 | Extraliga        | 9. miejsce       | 1/8 finału   |                     |                      |
| 2018/2019 | Extraliga        | 10. miejsce      | 1/8 finału   |                     |                      |
| 2019/2020 | Extraliga        | 5. miejsce       | ćwierćfinał  |                     |                      |
| 2020/2021 | Extraliga        | 4. miejsce       | ćwierćfinał  | Puchar Challenge    | półfinał             |
| 2021/2022 | Extraliga        | 2. miejsce       | ćwierćfinał  | Puchar CEV          | runda kwalifikacyjna |
| 2022/2023 | Extraliga        | 1. miejsce       | ćwierćfinał  | Puchar CEV          | 1/16 finału          |
| 2023/2024 | Extraliga        | 2. miejsce       | półfinał     | Liga Mistrzów       | runda play-off       |
| 2024/2025 | Extraliga        | 1. miejsce       | 1. miejsce   | Puchar CEV          | 1/8 finału           |

Poziom rozgrywek:
     pierwszy, najwyższy ogólnokrajowy
     drugi
     trzeci
     czwarty
     piąty

## Sukcesy
Mistrzostwo Czech:
- 2023[26], 2025[27]
- 2022[28], 2024[29]

Puchar Czech:
- 2025[30]

## Kadra zespołu w sezonie 2024/2025[31]
| Nr | Imię i nazwisko                | Data ur. | Wzrost | Pozycja      |
| -- | ------------------------------ | -------- | ------ | ------------ |
| 1  | Aleš Tláskal                   | 2006     | 170    | libero       |
| 3  | Daniel Čech                    | 1997     | 198    | przyjmujący  |
| 4  | Jan Vodička                    | 2001     | 204    | przyjmujący  |
| 6  | Milan Moník                    | 1988     | 190    | libero       |
| 7  | Martin Tibitanzl               | 1996     | 198    | środkowy     |
| 12 | Manuel Balagué                 | 1998     | 191    | atakujący    |
| 13 | Stefan Thiel                   | 1997     | 185    | rozgrywający |
| 14 | Pablo Crer                     | 1989     | 205    | środkowy     |
| 15 | David Kollátor                 | 2003     | 201    | atakujący    |
| 16 | Ali Szafi’i (do 03.12.2024)    | 1991     | 198    | środkowy     |
| 18 | Jakub Janouch                  | 1990     | 194    | rozgrywający |
| 19 | Nikołaj Kyrtew (od 30.11.2024) | 1995     | 204    | środkowy     |
| 21 | Jakub Ihnát                    | 1996     | 192    | przyjmujący  |
| 22 | Oskar Kjerstein Madsen         | 2000     | 194    | przyjmujący  |